# برانیتسا
برانیتسا (به بلغاری: Branitsa) یک منطقهٔ مسکونی در بلغارستان است که در استان خاسکوو واقع شده‌است.